# Benjamin Minge Duggar
Benjamin Minge Duggar (1872 – 1956) fue un fisiólogo vegetal, y micólogo estadounidense, aborigen de Gallion, Condado de Hale (Alabama). Estudió en varias escuelas sureñas, incluyendo el Instituto Politécnico de Alabama (B.S., en 1891), y en Harvard, Cornell (Ph.D., en 1898), y en Alemania, Italia, y Francia. Como especialista en botánica, ocupó diversos cargos en Estaciones experimentales y en Facultades, hasta 1901, cuando fue nombrado fisiólogo del Bureau of Plant Industry, del Departamento de Agricultura de los Estados Unidos (USDA), para la cual investigó y escribió boletines. Fue profesor de botánica de la Universidad de Misuri, de 1902 a 1907, y posteriormente alcanzó la cátedra de Fisiología Vegetal en Cornell.
De 1917 a 1919, fue profesor de química biológica en el Colegio Médico de la Washington University, en la Universidad Washington en San Luis.

## Honores
Fue vicepresidente de la Botanical Society of America entre 1912 a 1914. Professor

## Algunas publicaciones
Duggar contribuyó con muchos artículos a Revistas botánicas.
- Fungous Diseases of Plants. 1909
- Plant Physiology. 1911
- Mushroom Growing. 1915